# Караффа-ди-Катандзаро
Караффа-ди-Катандзаро (итал. Caraffa di Catanzaro) — коммуна в Италии, располагается в регионе Калабрия, подчиняется административному центру Катандзаро.
Население составляет 2069 человек, плотность населения составляет 86 чел./км². Занимает площадь 24 км². Почтовый индекс — 88050. Телефонный код — 0961.
Покровительницей коммуны почитается святая Доминика, празднование 6 июля.